# Dickschiff
Dickschiff ist die umgangssprachliche Bezeichnung für die größten Einheiten einer Flotte (Schlachtschiff, Linienschiff, Schlachtkreuzer), bei Segelparaden auch der Fünf- und Viermaster.
„Dickschiff“ ist auch ein Begriff aus dem Schiffbau und bezieht sich auf das Verhältnis zwischen Höhe und Breite der Spanten des Rumpfes eines Schiffes. „Dickschiffe“ sind anfälliger für hohen Wellengang als andere Schiffsformen. Mit meist ironischem Unterton unterscheiden Segler geschlossene Kielyachten von Jollen, indem sie erstere als „Dickschiff“ bezeichnen.